# خادم التطبيقات
خادم التطبيقات هو خادم يستضيف التطبيقات.
تعتبر أطر عمل خادم التطبيقات أطر عمل برمجية لبناء خوادم التطبيقات. يوفر إطار عمل خادم التطبيق الوسائل لإنشاء تطبيقات الويب وبيئة الخادم لتشغيلها.
يحتوي إطار عمل خادم التطبيق على نموذج طبقة خدمة شامل. يتضمن مجموعة من المكونات التي يمكن لمطور البرمجيات الوصول إليها عن طريق واجهة برمجة تطبيقات قياسية محددة للمنصة نفسها. بالنسبة لتطبيقات الويب، تعمل هذه المكونات عادةً في نفس بيئة خادم (خوادم) الويب، وتتمثل مهمتها الرئيسية في دعم إنشاء صفحات ديناميكية. ولكن، تنجز العديد من خوادم التطبيقات مهمام أكثر من مجرد إنشاء صفحات الويب: فهي تنفذ خدمات مثل التجميع، تجاوز الفشل، وموازنة التحميل، بحيث يمكن للمطورين التركيز على تنفيذ منطق الأعمال.
في حالة خوادم تطبيقات جافا، يعمل الخادم كآلة افتراضية موسعة لتشغيل التطبيقات، ويتعامل بشفافية مع الاتصالات بقاعدة البيانات من جانب، ومع الاتصالات بعميل الويب من الجانب الآخر غالبًا.
قد تشير الاستخدامات الأخرى للمصطلح إلى الخدمات التي يوفرها الخادم أو الحواسيب التي تعمل عليها الخدمات.

## تعريف خادم التطبيقات
تعرف خوادم التطبيقات بأنها برمجيات نظام تعمل عليها تطبيقات الويب أو تطبيقات سطح المكتب.
تتكون خوادم التطبيقات من:
- موصلات خادم الويب
- لغات برمجة الحاسوب
- مكتبات وقت التنفيذ
- موصلات قاعدة البيانات
- كود إدارة ضروري لنشر هذه المكونات وتكوينها وإدارتها وتوصيلها على مضيف ويب.

يعمل خادم التطبيق خلف خادم ويب (مثل أباتشي أو خادمات معلومات الإنترنت (آي آي إس) من مايكروسوفت) و(دائمًا تقريبًا) أمام قاعدة بيانات إس كيو إل (مثل بوستجري إس كيو إل أو ماي إس كيو إل أو أوراكل). تعد تطبيقات الويب عبارة عن كود حاسوبي ينفذ فوق خوادم التطبيقات ويكتب باللغة (اللغات) التي يدعمها خادم التطبيق ويستدعي مكتبات وقت التشغيل والمكونات التي يوفرها خادم التطبيق.
توجد خوادم التطبيقات عديدة. يؤثر الاختيار على التكلفة والأداء والموثوقية وقابلية التوسع والصيانة لتطبيق الويب.
توفر خوادم التطبيقات المملوكة خدمات النظام بطريقة محددة جيدًا ولكن مملوكة. يطور مطورو التطبيقات البرامج وفقًا لمواصفات خادم التطبيق. ولكن يعيب هذه الطريقة الاعتماد على بائع معين.
تعد منصة جافا إي إي (منصة جافا الإصدار التجاري) حالة معاكسة ولكنها مماثلة. توفر خوادم تطبيقات جافا إي إي خدمات النظام في معيار صناعي واضح ومفتوح. يطور مطورو التطبيقات البرامج وفقًا لمواصفات جافا إي إي وليس وفقًا لخادم التطبيق. يمكن نشر تطبيق جافا إي إي المطور وفقًا لمعيار جافا إي إي في أي خادم تطبيق جافا إي إي ما يجعله مستقلًا عن البائع.

## إطار عمل دوت نت

### مايكروسوفت
تضع مايكروسوفت التطبيقات والبنية التحتية للخدمات في الطبقة الوسطى في نظام التشغيل ويندوز سيرفر وتقنيات إطار عمل دوت نت في دور خادم التطبيقات. يتضمن دور خادم تطبيقات ويندوز خدمات معلومات الإنترنت (آي آي إس) لتوفير دعم خادم الويب، وإطار عمل دوت نت لتوفير دعم التطبيق، وإيه إس بّي دوت نت لتوفير البرمجة النصية من جانب الخادم، وكوم بلس لاتصالات مكونات التطبيق، ووضع الرسائل في قائمة انتظار للمعالجة متعددة الخيوط، وأساسيات اتصال ويندوز (دبليو سي إف) لاتصالات التطبيق.